# Issancourt-et-Rumel
Issancourt-et-Rumel település Franciaországban, Ardennes megyében. Lakosainak száma 399 fő (2022. január 1.). Issancourt-et-Rumel Gernelle, Ville-sur-Lumes, Vivier-au-Court és Vrigne aux Bois községekkel határos.

## Népesség
A település népességének változása:
| Lakosok száma | 381  | 390  | 358  | 405  | 426  | 400  | 384  | 374  | 382  | 399  |
|               | 1968 | 1982 | 1990 | 2006 | 2013 | 2015 | 2017 | 2019 | 2020 | 2022 |